# Frédéric Nimani
Frédéric Nimani est un footballeur international centrafricain né le 8 octobre 1988 à Marseille qui évolue au poste d'attaquant de pointe.

## Biographie

### En club
Repéré à l'âge de 13 ans alors qu'il jouait au Vivaux Marronniers à Marseille, par Arnold Catalano et René Giordano (recruteurs de l'AS Monaco), il finit sa formation sur le Rocher. Sorti du centre de formation de l'AS Monaco en 2006, Nimani a rejoint l'équipe professionnelle. Frédéric Nimani a été un temps considéré comme un grand espoir de l'AS Monaco avant de décevoir les attentes placées en lui.
Pour son premier match en Ligue 1, il inscrit un but face à l'AJ Auxerre le 9 septembre 2006. En 2007, il est prêté au FC Lorient où il ne satisfait pas l'entraineur en place Christian Gourcuff. Lorient met un terme au prêt et Nimani est immédiatement re-prêté par Monaco à Sedan, en Ligue 2, en janvier 2008.
De retour à Monaco à l'été, il reste du côté du Rocher.
Le 9 août 2008, pour l'ouverture de la saison 2008/2009 de Ligue 1, il offre la victoire aux siens contre le Paris SG grâce à un but de la tête à la 78e minute. 
Le 23 août, pour la réception du SM Caen, il marque à nouveau et permet à Monaco de prendre l'avantage grâce à une tête lobée. Il inscrit ainsi son deuxième but en trois matchs.
Le samedi 13 septembre, pour la reprise du championnat après la trêve internationale, il commence le match contre Lorient sur le banc. Il entre en jeu à la 65e minute à la place de Juan Pablo Pino. Il marque seulement 5 minutes après son entrée de jeu : grâce à une passe en profondeur de Park Chu-Young, il se présente seul face à Audard, et parvient à s'en débarrasser d'un magnifique grand pont. Il confirme ainsi son excellent début de saison. La concurrence le poussera ensuite sur le banc mais saura profiter des nombreuses blessures d'autres joueurs et inscrire encore plus de buts comme lors du match Monaco 2-2 St Étienne, ou encore le premier des buts de la victoire 3 buts à 1 face à Nancy après un très bon travail de Park servi en profondeur par Alonso, il marque dans le but vide. Le 1er but des Monégasques est à son actif (il est le seul attaquant Asémiste qui ne s'est pas blessé en 2008-2009). En décembre 2008, il prolonge son contrat sur le club du Rocher jusqu'au 30 juin 2013.
En manque de temps de jeu à Monaco (8 matchs en 6 mois), il est courtisé par des clubs anglais comme Birmingham et Aston Villa. Le 20 janvier 2010, il est officiellement prêté à Burnley en Premier League pour 6 mois avec option d'achat de 4 millions d'Euros où il ne dispute que 2 matchs de championnat et n'est donc pas conservé en fin de saison avec la relégation du club.
Nimani fait donc son retour en Principauté avant d'être encore une fois prêté, cette fois au FC Nantes. Il ne dispute aucun match de toute la saison chez les Canaris en raison d'une blessure récurrente et rentre donc à Monaco en juin 2011.
De retour sur le Rocher, il inscrit un but pour son premier match de la saison en Ligue 2 à Troyes (1-1) lors de la 2e journée mais par la suite il n'entre pas dans les plans de ses entraîneurs, Laurent Banide et Marco Simone. En janvier 2012, il effectue un essai concluant au PAOK Salonique où il est prêté avec option d'achat. Il y retrouvera László Bölöni, l'entraîneur qui l'avait fait débuter en Ligue 1.
Son prêt ne convaincant pas les dirigeants du PAOK, il n'est pas gardé à la fin de la saison et rentre donc dans son club formateur où il reste six mois, sans jouer, avant de résilier son contrat. Dans la foulée, il s'engage jusqu'à la fin de la saison 2012-2013 avec le FC Istres.
Six mois plus tard, il change à nouveau de club et retourne en Grèce en s'engageant pour deux saisons avec l'OFI Crète, qu'il quitte en janvier 2014.
Le 11 octobre 2021, il marque le premier but de Besançon alors que son équipe est menée 2-0 à la 47ème minute, finalement, Besançon l'emporte 3-2 contre Pontarlier.

### En sélection
En août 2008, il est convoqué pour la première fois en Équipe de France espoirs pour un match contre la Slovaquie. Il entre même en jeu à la 46e minute, à la place de Loïc Rémy. Le 5 septembre, il inscrit ses deux seuls buts avec les Bleuets contre Malte.
En mai 2014, il est appelé pour la première fois avec le Tchad pour affronter le Malawi lors des éliminatoires de la CAN 2015.
En août 2018, il opte finalement pour la Centrafrique,.

## Statistiques détaillées
| Saison                | Club                     | Championnat           | Championnat | Championnat | Coupe nationale | Coupe nationale | Coupe de la Ligue | Coupe de la Ligue | Compétition(s) continentale(s) | Compétition(s) continentale(s) | Compétition(s) continentale(s) | Total | Total |
| Saison                | Club                     | Division              | M.          | B.          | M.              | B.              | M.                | B.                | Comp.                          | M.                             | B.                             | M.    | B.    |
| 2006-2007             | AS Monaco                | Ligue 1               | 3           | 1           | -               | -               | 1                 | 0                 | -                              | -                              | -                              | 4     | 1     |
| 2007-2008             | FC Lorient (prêt)        | Ligue 1               | 2           | 0           | -               | -               | 1                 | 0                 | -                              | -                              | -                              | 3     | 0     |
| 2007-2008             | CS Sedan-Ardennes (prêt) | Ligue 2               | 6           | 0           | -               | -               | -                 | -                 | -                              | -                              | -                              | 6     | 0     |
| 2008-2009             | AS Monaco                | Ligue 1               | 28          | 6           | 3               | 0               | 1                 | 0                 | -                              | -                              | -                              | 32    | 6     |
| 2009-2010             | AS Monaco                | Ligue 1               | 8           | 1           | -               | -               | 1                 | 0                 | -                              | -                              | -                              | 9     | 1     |
| 2009-2010             | Burnley FC (prêt)        | Premier League        | 2           | 0           | -               | -               | -                 | -                 | -                              | -                              | -                              | 2     | 0     |
| 2011-2012             | AS Monaco                | Ligue 2               | 3           | 1           | -               | -               | -                 | -                 | -                              | -                              | -                              | 3     | 1     |
| 2011-2012             | PAOK Salonique (prêt)    | Super League          | 13          | 1           | -               | -               | -                 | -                 | C3                             | 1                              | 0                              | 14    | 1     |
| Sous-total            | Sous-total               | Sous-total            | 65          | 10          | 3               | 0               | 4                 | 0                 | -                              | 1                              | 0                              | 73    | 10    |
| 2012-2013             | FC Istres                | Ligue 2               | 10          | 0           | 1               | 0               | -                 | -                 | -                              | -                              | -                              | 11    | 0     |
| Sous-total            | Sous-total               | Sous-total            | 10          | 0           | 1               | 0               | -                 | -                 | -                              | -                              | -                              | 11    | 0     |
| 2013-2014             | OFI Crète                | Super League          | 3           | 0           | 2               | 0               | -                 | -                 | -                              | -                              | -                              | 5     | 0     |
| Sous-total            | Sous-total               | Sous-total            | 3           | 0           | 2               | 0               | -                 | -                 | -                              | -                              | -                              | 5     | 0     |
| 2014-2015             | FC Fribourg              | 1re ligue classic     | 7           | 2           | 1               | 0               | -                 | -                 | -                              | -                              | -                              | 8     | 2     |
| 2015-2016             | FC Fribourg              | 1re ligue classic     | 11          | 4           | 1               | 1               | -                 | -                 | -                              | -                              | -                              | 12    | 5     |
| Sous-total            | Sous-total               | Sous-total            | 18          | 6           | 2               | 1               | -                 | -                 | -                              | -                              | -                              | 20    | 7     |
| 2016                  | Egersunds IK             | 2. Divisjon           | -           | -           | 1               | 0               | -                 | -                 | -                              | -                              | -                              | 1     | 0     |
| Sous-total            | Sous-total               | Sous-total            | -           | -           | 1               | 0               | -                 | -                 | -                              | -                              | -                              | 1     | 0     |
| 2016-2017             | FC Fribourg              | 1re ligue             | 4           | 0           | -               | -               | -                 | -                 | -                              | -                              | -                              | 4     | 0     |
| Sous-total            | Sous-total               | Sous-total            | 4           | 0           | -               | -               | -                 | -                 | -                              | -                              | -                              | 4     | 0     |
| 2016-2017             | Neuchâtel Xamax FCS      | Challenge League      | 13          | 1           | -               | -               | -                 | -                 | -                              | -                              | -                              | 13    | 1     |
| Sous-total            | Sous-total               | Sous-total            | 13          | 1           | -               | -               | -                 | -                 | -                              | -                              | -                              | 13    | 1     |
| Total sur la carrière | Total sur la carrière    | Total sur la carrière | 113         | 17          | 9               | 1               | 4                 | 0                 | -                              | 1                              | 0                              | 127   | 18    |